# Xanthoparmelia namakwa
Xanthoparmelia namakwa är en lavart som beskrevs av Hale. Xanthoparmelia namakwa ingår i släktet Xanthoparmelia och familjen Parmeliaceae.   Inga underarter finns listade i Catalogue of Life.